# 女教師 (1977年の映画)
『女教師』（おんなきょうし）は、1977年製作・公開の日本映画。日活ロマンポルノの一作。カラー、ワイド。

## 概要
田中登監督、永島暎子主演。清水一行の同名小説を原作に、中島丈博が脚色した。清純派ポルノ女優永島にとっては、出世作となり、1978年のエランドール賞新人賞受賞につながった。「女教師シリーズ」として1983年まで続編が8作品つくられ、漫画化もされた。
この作品は、古尾谷雅人の映画デビュー作でもある。本作から22年後の2000年4月から放送された連続テレビドラマ『永遠の仔』（日本テレビ系）では永島と古尾谷は夫婦役で、夫が実の娘であるヒロインをレイプするという間柄を演じている。
封切時の併映は『肉体の悪魔』（西村昭五郎監督、野平ゆき主演）。
『女教師』は、1977年に光文社のカッパ・ノベルズから書き下ろしで刊行された。この小説は、スリルとサスペンスに満ち、教育現場の問題をリアルに描いた本格的な社会派推理小説で世間の話題を呼び、すぐに10万部を突破した。著者の清水はのちに、青樹社の「清水一行ベストセレクション」の一冊として本作品が刊行された際のあとがきに、『女教師』というタイトルゆえに作品が通俗的に受け取られるのではないかと懸念していたとして、次のように書いている。「さっそくにっかつという会社が小説をもとに映画を作ったのだが、まさに官能映画というか、にっかつのポルノ路線にぴったりと合わされてしまった。コミック誌にも連載されたが、この方もやたらに乳房とヒップの大きな女教師……が登場し、濡れ場の連続で原作者としては、ちょっと言葉のない状態にさせられてしまったくらいである。わたしの家の表札を見て、中に入ってきた富山の薬売りさんが、おたくの旦那は、漫画の原作を書いている人かと、応対に出た家内に聞いたそうである。はじめ家内はなんのことかわからなかったらしいが、「漫画の週刊誌の仕事も、よくやっているようです」と答えたら、そういう先生にうちの薬を飲んでもらいたいと、売薬の詰まった赤い箱を押しつけられたという、笑えないような話もある。」。

## あらすじ
埼玉県所沢市の中学校音楽教師である田路節子（25歳）は、放課後の音楽室で生徒の一団に襲われ、強姦されてしまう。
節子は校長に暴行を受けたことと、主犯格の男の声から、レイプ犯は校内一の問題児の不良である江川秀雄らしいと告げた。同僚の影山徹治は節子の為に犯人をあぶり出そうとするが、節子は事を荒立てたくない学校側と、秀雄の母親と愛人関係にある瀬戸山貢の手に加え、教職員組合の小林や横山によって爪弾きに遭う。更に佐藤美也子の流した流言によるスケープゴート扱いによって婚約者の浅井文彦にも見離され、事件は闇に葬られる形となり、失意のどん底へと落ちていく。
だが、今度は瀬戸山が引率する修学旅行中に、節子のレイプ事件以上に、学校を震感させる殺人事件が起こる……。

## スタッフ
- 監督 - 田中登
- 製作 - 岡田裕
- 企画 - 佐々木志郎、進藤貴美男（*ノンクレジット）
- 原作 - 清水一行
- 脚本 - 中島丈博
- 撮影 - 前田米造
- 美術 - 徳田博
- 編集 - 鈴木晄
- 音楽 - 蓼科二郎
- 照明 - 熊谷秀夫
- 録音 - 紅谷愃一
- 色彩計測 - 松川健次郎
- 助監督 - 黒沢直輔
- 製作担当 - 服部紹男

## キャスト
- 田路節子（音楽教師） - 永島暎子
- 瀬戸山貢（国語・社会科教師） - 砂塚英夫
- 影山徹治（生活指導主任、数学教師） - 山田吾一
- 佐藤美也子（音楽教師） - 宮井えりな
- 江川明子（秀雄の母親） - 絵沢萠子
- 横山百合子（教職員組合役員） - 樹木希林
- 神野謙三（校長） - 久米明
- 江川秀雄（中学三年生） - 古尾谷康雅 （古尾谷雅人）
- 小林悟（教職員組合分会長） - 蟹江敬三（*DVD資料では、小林史郎）
- 浅井文彦（英語教師） - 鶴岡修
- 安部誠一郎（教頭） - 穂積隆信
- 田路恵二（節子の弟、予備校生） - 福田勝洋
- 記者 - 織田俊彦
- 刑事 - 五條博
- 早川教諭 - 近江大介
- 坂崎教諭 - 八代康二
- 校長の妻 - 堺美紀子
- 女中 - 森みどり
- 女事務員 - あきじゅん
- 女教師 - 橘田良江
- 佐瀬陽一、渋江一晃、藤本博之、河野道雄、佐藤義彦、白井孝幸、中原晴子、佐藤美智子、桑田みどり、酒井みゆき、福田三千代、坂本万里、宮川みつ子
- 擬斗 - 田畑善彦

## 原作
- 清水一行『女教師 長編推理小説』光文社〈カッパ・ノベルズ〉、1977年7月。

## 関連作品
- 女教師 秘密（1978年）
- 女教師 汚れた噂（1979年）
- 女教師 汚れた放課後（1981年）
- 女教師のめざめ（1981年）
- 女教師 生徒の眼の前で（1982年）
- 女教師狩り（1982年）
- 襲われる女教師（1983年）
- 女教師は二度犯される（1983年）